# Sara Berner
Sara Berner, all'anagrafe Lillian Ann Herdan (Albany, 12 gennaio 1912 – Los Angeles, 19 dicembre 1969), è stata un'attrice e doppiatrice statunitense.

## Biografia
Nata Lillian Herdan ad Albany (New York) il 12 gennaio 1912, era la prima dei cinque figli di Sam Herdan e Sarah Berner. Iniziò la sua carriera come doppiatrice nei primi anni trenta, lavorando principalmente con la Warner Bros. Cartoons ma senza mai venire accreditata; all'epoca tutti i crediti venivano dati a Mel Blanc. Alcuni esempi includono mamma poiana in Bunny e il condor (1942) e La poiana e il dinosauro (1945), A. Flea in A tempo di prurito (1943) e le voci femminili in Varietà di libri (1946). Nel cortometraggio di propaganda del 1943 Tokyo Woes doppiò la protagonista, modellata sulla presentatrice radiofonica giapponese Tokyo Rose.
Lavorò per gli studios di Walter Lantz doppiando il protagonista in un certo numero di cortometraggi di Andy Panda, così come Chilly Willy nella sua prima apparizione cinematografica. Per la MGM doppiò Jerry Mouse un paio di volte, in particolare nella sequenza di danza fantastica con Gene Kelly in Due marinai e una ragazza (Canta che ti passa).
La Berner interpretò il personaggio regolare Mabel Flapsaddle nella commedia radiofonica The Jack Benny Program. Altri suoi lavori radiofonici includono Arthur's Place (1947), Burns and Allen e The Baby Snooks Show. Interpretò anche alcuni ruoli di supporto al cinema, di cui due per Alfred Hitchcock. Interpretò la vicina del piano di sopra ne La finestra sul cortile (1954). Il suo ultimo ruolo cinematografico fu come voce non accreditata di un'operatrice telefonica nel film del 1959 Intrigo internazionale.
Sara Berner morì a Van Nuys il 19 dicembre 1969, a 57 anni. Fu sepolta nel Mount Sinai Memorial Park Cemetery di Los Angeles.

## Filmografia parziale

### Cinema
- Gli occhi che non sorrisero (Carrie), regia di William Wyler (1952)
- La finestra sul cortile (Rear Window), regia di Alfred Hitchcock (1954)
- Artisti e modelle (Artists and Models), regia di Frank Tashlin (1955)
- Brooklyn chiama polizia (The Naked Street), regia di Maxwell Shane (1955)

### Televisione
- The 20th Century-Fox Hour – serie TV, episodio 1x06 (1955)
- Picchiarello contro Andy Panda (1940)

## Doppiatrici italiane
- Mimosa Favi in Il disertore
- Giovanna Scotto in Gli occhi che non sorrisero
- Dhia Cristiani in La finestra sul cortile
- Franca Dominici in Artisti e modelle
- Miranda Bonansea in La finestra sul cortile (ridoppiaggio)

Da doppiatrice è sostituita da:
- Isa Di Marzio in Due marinai e una ragazza (Canta che ti passa) (Jerry, il topo)
- Laura Latini in Daffy Duck a Hollywood (ridoppiaggio)
- Massimo Di Benedetto in Picchiarello contro Andy Panda
- Elettra Bisetti in Tra le stelle di Hollywood
- Perla Liberatori in Paperino a caccia di autografi (Shirley Temple, ridoppiaggio, anni'90)